# 아뎀 랴이치
아뎀 랴이치(세르비아어: Adem Ljajić, 1991년 9월 29일, 세르비아, 노비파자르)는 세르비아의 축구 선수로, 현재 보스니아 헤르체고비나 프리미어리그 클럽인 사라예보에서 뛰고 있다. 포지션은 왼쪽 미드필더 및 공격형 미드필더이다.

## 클럽 경력
아뎀 랴이치는 유고슬라비아 사회주의 연방 공화국의 노비파자르에서 태어났으며 14세가 되던 2005년에 세르비아의 하부 리그 구단 요샤니차를 떠나 파르티잔에 입단했다. 그는 2008년 7월 29일 UEFA 챔피언스리그 예선전에서 하프 타임에 교체 출전하며 데뷔전을 치렀다. 그리고 2008년 11월 23일 OFK 베오그라드와의 경기에서 첫 골을 기록했다.
2010년 1월 13일 이탈리아의 클럽 피오렌티나가 랴이치와의 계약을 발표했다. 메디컬 테스트를 합격한 후 랴이치는 5년 계약을 맺었다. 랴이치는 2010년 1월 31일 칼리아리와의 경기에서 후반 82분 마누엘 파스콸을 대신해 교체 투입되며 데뷔전을 치렀다. 그러나 체사레 프란델리 감독 하에 처음 반 시즌 동안 그는 적응하는 데 꽤 긴 시간이 걸렸다.
2010년 여름 새로운 감독인 시니샤 미하일로비치 하에서 그는 1군 기회를 늘려가기 시작했다. 그는 2010년 9월 18일 라치오와의 경기에서 데뷔 골을 넣었다. 그러나 경기는 1-2로 패배하였다.
2013-14 시즌을 앞두고 AS 로마로 이적했다. 2013년 9월 1일 엘라스 베로나 FC와의 경기에서 로마 이적 후 첫 경기를 치렀다. 2013-14 시즌 로마에서 32경기 6골을 기록했다.

## 국가대표 경력
아뎀 랴이치는 2008년 9월 7일에 헝가리와의 경기에서 세르비아 U-21세 이하 대표팀에 데뷔했으며 세르비아 U-19세 이하 대표팀 주전으로 활약했다. 2010년 10월 26일 세르비아의 감독 블라디미르 페트코비치가 그를 첫 세르비아 성인 대표팀에 발탁하였고, 2010년 11월 17일 불가리아와의 경기에서 데뷔전을 치렀다.
2015년 6월 7일에 열린 아제르바이잔 축구 국가대표팀과의 친선경기에서 국가대표팀 데뷔골을 기록했다. 2017년 11월 14일에 열린 대한민국과의 친선 경기에서도 득점을 기록했다.
2018년 FIFA 월드컵에 참여하는 세르비아 축구 국가대표팀 최종 명단에 포함되었다.

## 수상 경력

### 클럽

#### 파르티잔
- 세르비아 수페르리가 (1): 2008-09
- 세르비아 컵 (1): 2008-09